# Noorwegen op het Junior Eurovisiesongfestival

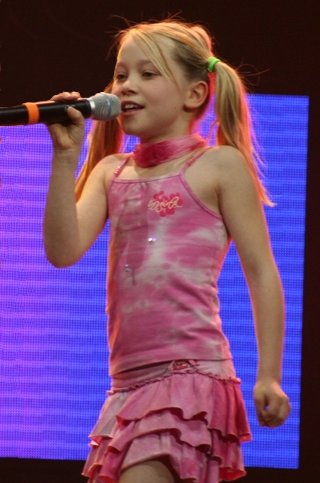
Malin Reitan tijdens het Junior Eurovisiesongfestival 2005

Noorwegen deed tussen 2003 en 2005 mee aan het Junior Eurovisiesongfestival.

## Geschiedenis
Noorwegen was een van de landen die debuteerden op het allereerste Junior Eurovisiesongfestival in 2003. Bij die eerste deelname werden de Noren vertegenwoordigd door het duo 2U en het liedje Sinnsykt gal forelsket. Met 18 punten kwam deze inzending niet verder dan de dertiende plaats.
De tweede editie van het Junior Eurovisiesongfestival, in 2004, vond plaats in de Noorse stad Lillehammer. Aanvankelijk was het festival gepland in het Verenigd Koninkrijk, en daarna in Kroatië, maar wegens diverse problemen trokken beide landen zich voortijdig terug. Vervolgens bood de Noorse omroep NRK aan het evenement op zich te nemen, wat de EBU graag accepteerde. Het gastland werd vertegenwoordigd door @lek met het nummer En stjerne jeg skal bli. Hij werd vooraf tot de favorieten gerekend, maar kreeg maar 12 punten (zeven uit Denemarken en vijf uit Zweden). Hiermee strandde Noorwegen opnieuw op de dertiende plaats.
In 2005 boekten de Noren meer succes: Malin Reitan trad aan in Hasselt met het liedje Sommer og skolefri en behaalde daarmee de derde plaats. Ondanks dit succes trok Noorwegen zich in 2006 terug van het Junior Eurovisiesongfestival. Sindsdien is het land niet meer op het festival verschenen. In plaats hiervan namen de Noren wel deel aan de Melodi Grand Prix Nordic, eveneens een liedjeswedstrijd voor kinderen, waaruit het Junior Eurovisiesongfestival is ontstaan.

## Lijst van Noorse deelnames
| Jaar | Artiest      | Lied                    | Plaats | Punten | Taal  |
| ---- | ------------ | ----------------------- | ------ | ------ | ----- |
| 2003 | 2U           | Sinnsykt gal forelsket  | 13     | 18     | Noors |
| 2004 | @lek         | En stjerne jeg skal bli | 13     | 12     | Noors |
| 2005 | Malin Reitan | Sommer og skolefri      | 3      | 123    | Noors |

| Kleur | Betekenis      |
| ----- | -------------- |
|       | Eerste plaats  |
|       | Tweede plaats  |
|       | Derde plaats   |
|       | Laatste plaats |
|       | Gastland       |

## Gegeven en gekregen punten
| Plaats | Land        | Punten |
| ------ | ----------- | ------ |
| 1      | Denemarken  | 32     |
| 2      | Kroatië     | 25     |
| 3      | Spanje      | 20     |
| 3      | Wit-Rusland | 20     |
| 5      | Roemenië    | 14     |

| Plaats | Land       | Punten |
| ------ | ---------- | ------ |
| 1      | Denemarken | 22     |
| 2      | Zweden     | 21     |
| 3      | Spanje     | 13     |
| 4      | Letland    | 11     |
| 5      | Malta      | 10     |
| 5      | Nederland  | 10     |

## Twaalf punten
(Een vetgedrukte editie betekent dat het land die editie won.)
| Aantal | Land       | Edities    |
| ------ | ---------- | ---------- |
| 2      | Denemarken | 2004, 2005 |
| 1      | Kroatië    | 2003       |

| Aantal | Land       | Edities |
| ------ | ---------- | ------- |
| 1      | Denemarken | 2005    |
| 1      | Zweden     | 2005    |

## Festivals in Noorwegen
| Jaar | Plaats      | Zaal        | Presentatoren                            |
| ---- | ----------- | ----------- | ---------------------------------------- |
| 2004 | Lillehammer | Håkons Hall | Stian Barsnes Simonsen en Nadia Hasnaoui |

2003 · 2004 · 2005 · 2006-2024